# Daytime Creative Arts Emmy Awards 2018
La cerimonia della 45ª edizione dei Daytime Creative Arts Emmy Awards (45th Daytime Creative Arts Emmy Awards) si è tenuta presso il Pasadena Civic Auditorium di Pasadena il 27 aprile 2018.

## Daytime Creative Arts Emmy Awards

### Webserie

#### Miglior attore protagonista in una serie drammatica digitale
- Kristos Andrews, per aver interpretato Peter Garrett in The Bay
  - James Bland, per aver interpretato Malachi in Giants
  - Richard Brooks, per aver interpretato Augustus Barringer in The Rich and the Ruthless
  - Van Hansis, per aver interpretato Thom in EastSiders
  - Kian Lawley, per aver interpretato Zac Meier in Zac & Mia

#### Miglior attrice protagonista in una serie drammatica digitale

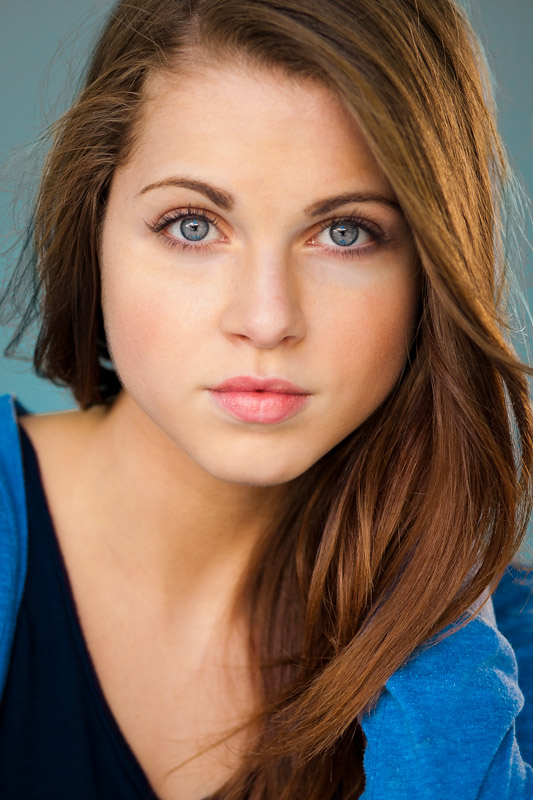
Anne Winters, miglior attrice protagonista in una serie drammatica digitale

- Anne Winters, per aver interpretato Mia Phillips in Zac & Mia
  - Mary Beth Evans, per aver interpretato Sara Garrett in The Bay
  - Vanessa Kelly, per aver interpretato Journee in Giants
  - Lilly Melgar, per aver interpretato Janice Ramos in The Bay
  - Alicia Minshew, per aver interpretato Angelica Caruso in Tainted Dreams

#### Miglior attore non protagonista in una serie drammatica digitale
- Eric Nelsen, per aver interpretato Daniel Garrett in The Bay
  - Brandon Beemer, per aver interpretato Evan Blackwell in The Bay
  - Stephen Guarino, per aver interpretato Quincy in EastSiders
  - John Halbach, per aver interpretato Ian in EastSiders
  - Derrell Whitt, per aver interpretato Will Campbell in The Bay

#### Miglior attrice non protagonista in una serie drammatica digitale
- Jade Harlow, per aver interpretato Lianna Ramos in The Bay
  - Molly Burnett, per aver interpretato Laura in Relationship Status
  - Terri Ivens, per aver interpretato Orchid in The Bay
  - Kira Reed Lorsch, per aver interpretato Jo Connors in The Bay
  - Alexis G. Zall, per aver interpretato Bec in Zac & Mia

#### Miglior guest star in una serie drammatica digitale
- Non assegnato (originariamente assegnato a Patrika Darbo, l'attrice è stata squalificata per irregolarità nella sua candidatura[1])
  - Patrika Darbo, per aver interpretato Mickey Walker in The Bay (squalificata)
  - Jennifer Bassey, per aver interpretato Beverly Newman in Anacostia
  - Thomas Calabro, per aver interpretato Arthur Tobin in The Bay (squalificato)
  - Chad Duell, per aver interpretato Adam Kenway in The Bay
  - Mike E. Winfield, per aver interpretato Jeremy in Conversations in L. A.

#### Miglior regia di una serie drammatica digitale
- Gregori J. Martin, per The Bay
  - Kit Williamson, per EastSiders
  - Suzi Yoonessi, per Relationship Status
  - Crystal Chappell, Cady McClain, Adriana Torres, per Venice: The Series
  - Jason Perlman, per Zac & Mia

#### Miglior team di sceneggiatori di una serie drammatica digitale
- Allen Clary e Andrew Rothschild, per Zac & Mia
  - Gregori J. Martin, per The Bay
  - Anne Marie Cummings, per Conversations in L. A.
  - Kit Williamson, per EastSiders
  - Céline Geiger, per Relationship Status

### Programmi per bambini

#### Miglior serie animata per bambini
- SpongeBob, distribuita da Nickelodeon
  - Lost in Oz, distribuita da Amazon
  - The Mr. Peabody & Sherman Show, distribuita da Netflix
  - Trollhunters, distribuita da Netflix
  - Wild Kratts, distribuita dalla PBS

#### Miglior serie animata per la fascia prescolare
- Tumble Leaf, distribuita da Amazon
  - If You Give a Mouse a Cookie, distribuita da Amazon
  - Nature Cat, distribuita dalla PBS
  - Peg + Cat, distribuita dalla PBS
  - The Stinky & Dirty Show, distribuita da Amazon

#### Miglior programma per bambini o per tutta la famiglia
- Free Rein, distribuito da Netflix
  - Annedroids, distribuito da Amazon
  - Nat Geo Kids Block, distribuito da Nat Geo Kids
  - Odd Squad, distribuito dalla PBS
  - Top Chef Junior, distribuito da Universal Kids

#### Miglior programma per la fascia prescolare
- Sesame Street, distribuito dalla HBO
  - Dino Dana, distribuito da Amazon
  - Julie's Greenroom, distribuito da Netflix
  - Sprout House, distribuito da Universal Kids

#### Miglior programma animato - categoria speciale
- A StoryBots Christmas, distribuito da Netflix
  - All Hail King Julien: Exiled, distribuito da Netflix
  - DuckTales: Woo-oo!, distribuito da DisneyXD
  - Octonauts: Operation Deep Freeze, distribuito da Disney Junior
  - Puss in Book: Trapped in an Epic Tale, distribuito da Netflix

#### Miglior artista in una serie animata
- Tom Kenny, per aver interpretato SpongeBob in SpongeBob
  - Chris Diamantopoulos, per aver interpretato Master Eon in Skylanders Academy
  - Tress MacNeille, per aver interpretato Aprilcot, Madame Blueberry, Junior Asparagus, Lisa Asparagus e Night Pony in VeggieTales in the City
  - Andy Richter, per aver interpretato Mort, Grammy Mort e Smart Mort in All Hail King Julien
  - John Tartaglia, per aver interpretato Splash & Tidy in Splash and Bubbles

#### Miglior artista in un programma per bambini
- Dove Cameron, per aver interpretato Liv e Maddie Rooney in Liv and Maddie: Cali Style
  - Kristos Andrews, per la sua interpretazione in This Just In
  - Ed Asner, per aver interpretato Babbo Natale in A StoryBots Christmas
  - Michela Luci, per aver interpretato Dana in Dino Dana
  - Raven Symone, per aver interpretato Raven Baxter in Raven's Home

### Altri programmi televisivi

#### Miglior programma educativo o d'informazione
- Giver, distribuito da ION Television
  - Mind Field, distribuito da YouTube Red
  - Sea Rescue, distribuito in syndication
  - The Henry Ford’s Innovation Nation, distribuito dalla CBS
  - Xploration DIY Sci, distribuito in syndication
  - Xploration Outer Space, distribuito in syndication

#### Miglior programma lifestyle
- Naturally, Danny Seo, distribuito dalla NBC
  - Ask This Old House, distribuito dalla PBS
  - Home & Family, distribuito da Hallmark Channel
  - Renovation Realities: Ben and Ginger, distribuito da DIY Network
  - This Old House, distribuito dalla PBS

#### Miglior programma di viaggi e avventura
- Jack Hanna’s Into the Wild, distribuito in syndication
  - 1st Look, distribuito dalla NBC
  - Destination Craft with Jim West, distribuito dalla PBS
  - The Voyager with Josh Garcia, distribuito dalla NBC
  - Xploration Awesome Planet, distribuito in syndication

#### Miglior presentatore di un programma lifestyle, di viaggi, educativo o per bambini
- Brandon McMillan, per aver presentato Lucky Dog with Brandon McMillan
  - Roman Atwood, per aver presentato Roman Atwood's Day Dreams
  - Jack Hanna, per aver presentato Jack Hanna's Into the Wild
  - David Osmond, per aver presentato Wonderama
  - Steve Spangler, per aver presentato Xploration DIY Sci

#### Miglior programma - categoria speciale
- Xploration Earth 2050, distribuito in syndication
  - Lucky Dog with Brandon McMillan, distribuito dalla CBS
  - Roman Atwood’s Day Dreams, distribuito YouTube Red
  - Super Soul Sunday, distribuito da OWN
  - The Great Big Show, distribuito da Great Big Story

#### Miglior speciale
- Kevyn Aucoin Beauty & The Beast in Me, distribuito da Logo TV
  - The 91st Annual Macy’s Thanksgiving Day Parade, distribuito dalla NBC
  - An American Girl Story – Ivy & Julie 1976: A Happy Balance, distribuito da Amazon
  - Bean, distribuito da Fuse
  - I’m With The Banned, distribuito dalla Viceland
  - Skyward, distribuito dalla Amazon

#### Miglior corto - categoria speciale
- Sesame Street: Twinkle Twinkle Little Star with Julia & Elmo, distribuito da YouTube
  - 8-Bit Legacy: The Curious History of Video Games, distribuito da Comcast Watchable
  - DreamWorks Celebrates International Women’s Day 2017, distribuito dalla DreamWorks
  - Storyline Online, distribuito da YouTube
  - Weird But True! Shorts, distribuito da Nat Geo Kids

### Acconciature
- Miglior hairstyling per una serie drammatica: Vanessa Bragdon, Gwen Huyen Tran, Adriana Lucio, Lauren Mendoza e Regina Rodriguez – Febbre d'Amore
- Miglior hairstyling: Diane D'Agostino – Live with Kelly and Ryan

### Casting
- Miglior casting per una serie drammatica: Mark Teschner – General Hospital
- Miglior casting per una serie animata o speciale: Jennifer Trujillo e Brian Matthias – Elena of Avalor

### Colonna sonora
- Miglior direzione e composizione musicale per una serie drammatica: Bradley Bell, John Nordstrom, Jack Allocco, David Kurtz, Lothar Struff – Beautiful
- Miglior brano originale di una serie drammatica: Who I Am, di Max Matuck, Eve Nelson, Andrew Rollins – General Hospital
- Miglior direzione e composizione musicale: Vivek Maddala – The Tom & Jerry Show
- Miglior brano originale: A Song About Songs, di Bill Sherman e Molly Boylan – Sesame Street
- Miglior esibizione musicale in un programma del daytime: Ben Platt e il cast di Dear Evan Hansen per l'esecuzione di You Will Be Found al Today Show

### Costumi
- Migliori costumi per una serie drammatica: Glenda Maddox, Gail Mosley – Beautiful
- Migliori costumi: Cara Giannini – The Talk

### Direzione artistica
- Miglior direzione artistica, scenografia, arredamento dei set per una serie drammatica: Jennifer Elliott, Andrew Evashchen – General Hospital
- Miglior direzione artistica, scenografia, arredamento dei set: David Gallo, Elliot Berton – Sesame Street

### Fotografia
- Miglior fotografia: John Cavill – Scars of Nanking

### Illuminazione
- Miglior illuminazione per una serie drammatica: Phil Callan e Patrick J Cunniff – Beautiful
- Miglior illuminazione: Marisa Davis e Kelly Waldman – The Talk

### Media interattivi e annunci promozionali
- Miglior programma interattivo - potenziamento di un programma esistente: Fruit Ninja Frenzy Force (YouTube Red)
- Miglior programma interattivo - programma originale: Asteroids! (Google Daydream)
- Miglior annuncio promozionale - attualità: Undocumented and Unafraid: Forbidden (MTV)
- Miglior programma interattivo - immagine: Nick Junior.: Girls in Charge (Nickelodeon)

### Montaggio
- Miglior montaggio video per una serie drammatica multi-camera: Derek Berlatsky, Kimberly Everett, Rafael Gertel, Andrew Hachem, Tina Keller – Febbre d'amore
- Miglior montaggio video per un programma multi-camera: Tudor Applen, Alberto Arce, Jay Avdul, Randall Boyd, Katherine Cannady, Craig Casey, Justin Curran, Whitney Dunn, Jennifer Fitzpatrick, Mark Grizzle, Mike Hall, Noah Harald, Diana Jenkins, Chris Jolissaint, Wass Kaidbey, Scott Madrigal, Kevin McCormick, David Milhous, Farbod Mirfakhrai, Sean Olson, Joel Ray, Neal Reimschussel, Jim Robinson, Tim Rodd, Curtis Sacket e Kevin Wildermuth – Crime Watch Daily with Chris Hansen
- Miglior montaggio video per un programma single-camera: Ryan Moore, Jeff Warren – Giada In Italy
- Miglior montaggio audio - categoria live action: tecnici di Sesame Street
- Miglior montaggio audio - categoria animazione: tecnici di All Hail King Julien: Exiled
- Miglior montaggio audio per un programma animato prescolare: tecnici di Dinotrux
- Miglior missaggio per una serie drammatica: tecnici di Beautiful
- Miglior missaggio: tecnici di Disney's Broadway Hits at Royal Albert Hall
- Miglior missaggio di un programma in diretta: tecnici di Harry
- Miglior missaggio - categoria animazione: tecnici di All Hail King Julien: Exiled
- Miglior missaggio per un programma animato prescolare: tecnici di Dinotrux

### Regia
- Miglior regia per una serie animata: team di registi di Danger & Egg
- Miglior regia per un programma animato prescolare: Jeff Gill, Evan Spiridellis – A StoryBots Christmas
- Miglior regia per un programma per bambini o per tutta la famiglia: Paul Norton Walker – Free Rein
- Miglior regia per un programma lifestyle, culinario, educativo o d'informazione single-camera: Anne Fox – Giada's Holiday Handbook
- Miglior regia per un programma lifestyle, culinario, educativo o d'informazione multi-camera: Jan Maliszewski – Milk Street
- Miglior regia per un talk show o programma della mattina: Adam Heydt – Harry
- Miglior regia per un game show: Adam Sandler – The Price Is Right
- Miglior regia - categoria speciale: Jay Hatcher – Disney's Broadway Hits at Royal Albert Hall

### Riprese
- Miglior squadra tecnica di una serie drammatica: tecnici di Beautiful
- Miglior squadra tecnica: tecnici di Sesame Street

### Sceneggiatura
- Miglior sceneggiatura per una serie animata: Kevin Hageman, Dan Hageman, AC Bradley, Chad Quandt, Aaron Waltke – Trollhunters
- Miglior sceneggiatura per un programma animato prescolare: Stephanie Simpson – Octonauts
- Miglior sceneggiatura per un programma per bambini o per tutta la famiglia: Ken Scarborough – Sesame Street
- Miglior sceneggiatura - categoria speciale: John Chester – Super Soul Sunday: The Orphan

### Sigla
- Miglior sigla e grafiche: Mike Houston, Daniel de Graaf, Ryan Frost, Naoko Saito – Mind of a Chef

### Stunt
- Miglior coordinamento stunt: Mike Cassidy – Beautiful

### Trucco
- Miglior trucco per una serie drammatica: Christine Lai Johnson – Beautiful
- Miglior trucco: Michelle Champagne – Live with Kelly and Ryan

## Premi della giuria
- Miglior realizzazione individuale nell'animazione: Marie Thorhauge Torslev, scenografo di Through the Woods; Steve C. Meyers, disegnatore di sfondi di Puppy Dog Pals; Tom Caulfield, storyboard artist di Tangled: The Series; Michelle Park, coloratrice di Star vs. the Forces of Evil; Robyn Yannoukos, colorista di Tumble Leaf.